# Bátorove Kosihy
Bátorove Kosihy (maďarsky Bátorkeszi) jsou obec na Slovensku v okrese Komárno. V letech 1948–1991 Vojnice, 1927–1948 Bátorove Kesy, do roku 1927 pouze Kesy.
V letech 1938 až 1945 byla obec na základě první vídeňské arbitráže součástí Maďarska.

## Místní části
- Mikulášov Sad
- Vojnice

## Příroda

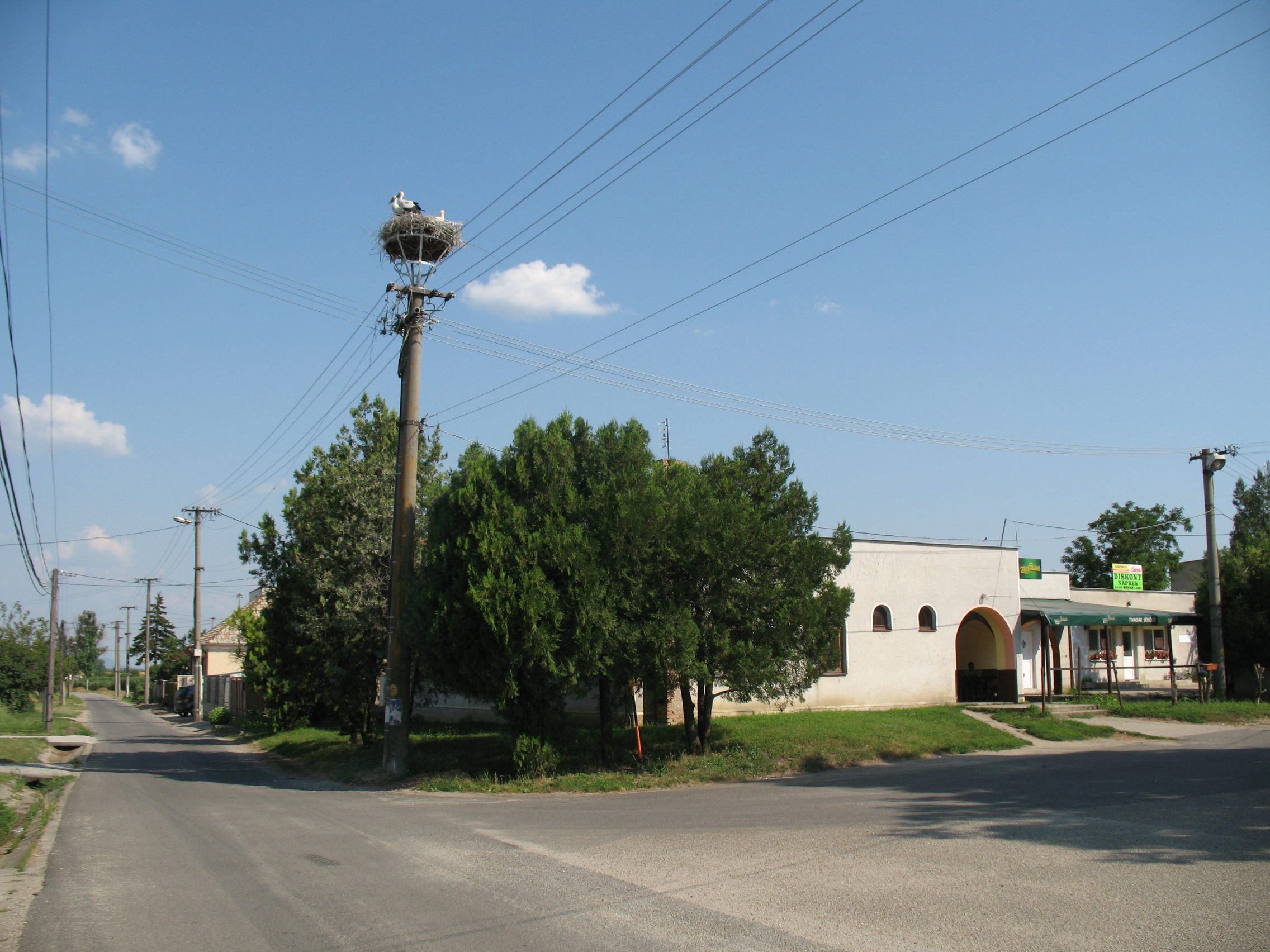
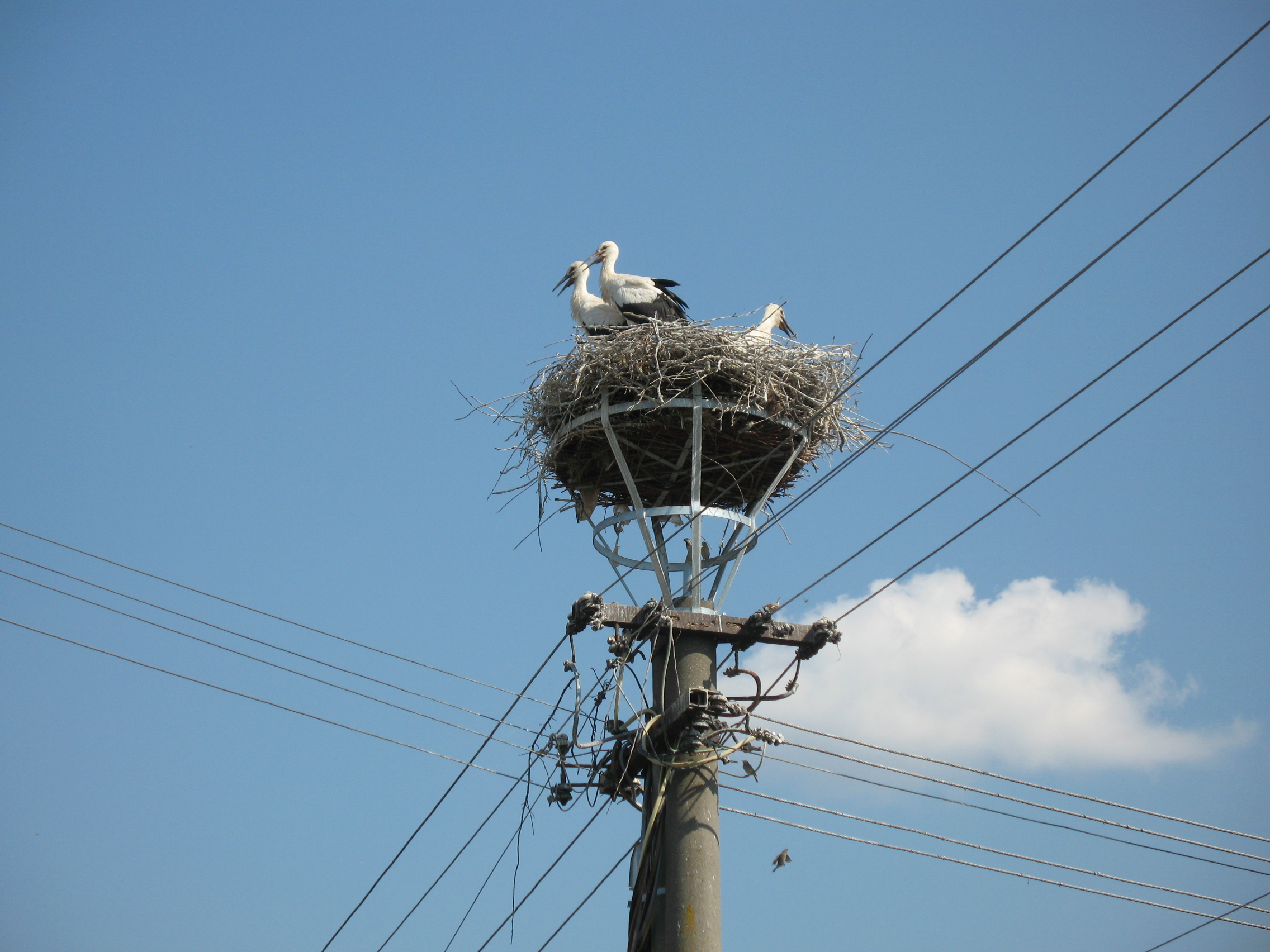
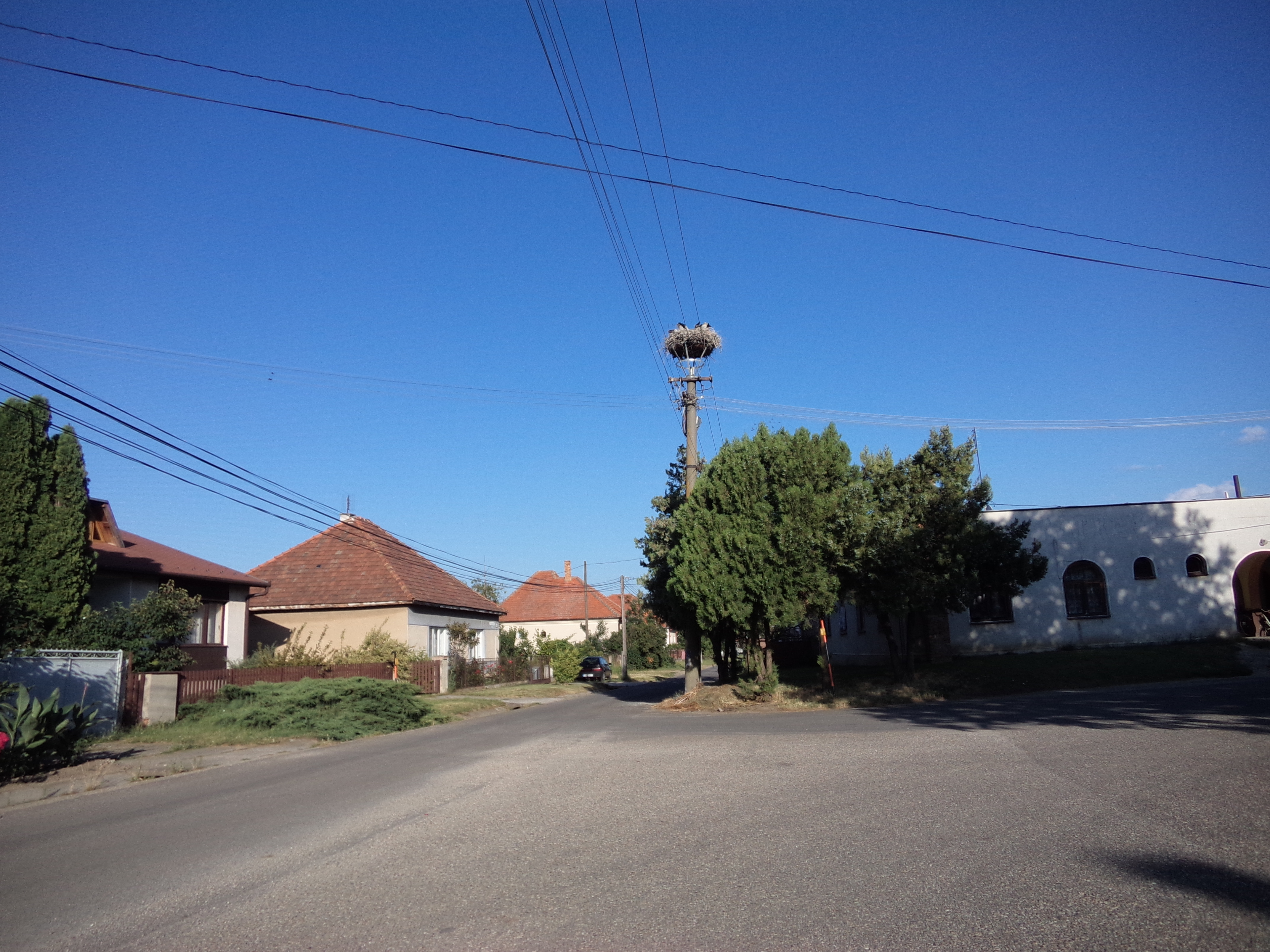

V Bátorových Kosihách evidují jedno čapí hnízdo. V roce 2014 sečetli 2, v roce 2015 4 mláďata.

## Památky
V obci je římskokatolický kostel Navštívení Panny Marie z roku 1562.

## Osobnosti obce
- Jan Josef Deym ze Střítěže (1752–1804) český šlechtic, voják a dobrodruh z rodu Deymů ze Stříteže
- Jozef Dubán (1964–2003), hudebník

## Partnerské obce
- Bakonyszentlászló, Maďarsko